# 全球団から本塁打
全球団から本塁打（ぜんきゅうだんからほんるいだ）は、あるプロ野球リーグに加盟する全ての球団から公式戦で本塁打を記録することである。

## 日本プロ野球
日本野球機構（NPB）に加盟する全12球団と公式戦で対戦し、それぞれの球団の投手から本塁打を記録する。
その選手自身の所属する球団から本塁打を記録することはできず、記録を達成するにはNPB他球団への移籍が必要である。加えて2005年にセ・パ交流戦制度が導入される以前は別リーグ球団との公式戦がなかったため、セントラル・パシフィックの各リーグで2球団以上所属（最少3回の移籍）する必要があった。同制度が導入されてからはリーグを問わず2球団以上所属（最少1回の移籍）すれば達成できるようになり、それ以前と比べると達成者が大幅に増えている。

### 達成者
セ・パ12球団制となった1958年以降、2025年現在の達成者は48人（大阪近鉄バファローズ・東北楽天ゴールデンイーグルスを含む13球団からの達成者は8人）である。このうち、セ・パ両リーグに2球団ずつ所属して達成したのは江藤慎一、富田勝、加藤英司、中村紀洋の4人である（中村以外の3人はセ・パ交流戦導入以前の記録。中村はセ・パ交流戦導入後だが、同一リーグ間の対戦のみで全球団本塁打を達成している）。
- ◎は、大阪近鉄バファローズと東北楽天ゴールデンイーグルスを含む13球団から本塁打を記録した選手。
- ◎の表記のない選手は、達成時の既存12球団から本塁打を記録した選手。
- ▲は、2004年以前より現役で、かつ公式戦では近鉄との対戦機会がないか、近鉄から本塁打を記録していない選手。
- 選手名の太字表記は2023年1月現在のNPB在籍選手。所属球団はNPB在籍球団のみ記す。また太字表記は全球団から本塁打達成時の所属球団。

| 選手                         | 所属 球団 | 達成日        | 対戦 相手    | 備考                                                   | 通算 本塁打 |
| ---------------------------- | --- | ------------- | ------------ | ------------------------------------------------------ | ----------- |
| 江藤慎一                     | 中日ドラゴンズ（1959年 - 1969年） ロッテオリオンズ（1970年 - 1971年） 大洋ホエールズ（1972年 - 1974年） 太平洋クラブライオンズ（1975年） ロッテオリオンズ（1976年）                                                                                                 | 1975年6月1日  | ロッテ       | 日本プロ野球初 セ・パ交流戦導入以前の達成              | 367本       |
| 富田勝                       | 南海ホークス（1969年 - 1972年） 読売ジャイアンツ（1973年 - 1975年） 日本ハムファイターズ（1976年 - 1980年） 中日ドラゴンズ（1981年） | 1981年8月26日 | 巨人         | セ・パ交流戦導入以前の達成                             | 107本       |
| 加藤英司                     | 阪急ブレーブス（1969年 - 1982年） 広島東洋カープ（1983年） 近鉄バファローズ（1984年 - 1985年） 読売ジャイアンツ（1986年） 南海ホークス（1987年） | 1986年5月10日 | 広島         | セ・パ交流戦導入以前の達成                             | 347本       |
| 金本知憲                     | 広島東洋カープ（1993年 - 2002年） 阪神タイガース（2003年 - 2012年） | 2005年6月10日 | 日本ハム     | ▲ セ・パ交流戦導入以降で初、単独リーグ所属での達成も初 | 476本       |
| フェルナンド・セギノール     | オリックス・ブルーウェーブ（2002年） 北海道日本ハムファイターズ（2004年 - 2007年） 東北楽天ゴールデンイーグルス（2008年 - 2009年） オリックス・バファローズ（2010年）                                                                                               | 2005年7月2日  | 楽天         | ◎ 外国人初、13球団から初                               | 172本       |
| フリオ・ズレータ             | 福岡ダイエーホークス 福岡ソフトバンクホークス（2003年 - 2006年） 千葉ロッテマリーンズ（2007年 - 2008年） | 2007年4月1日  | ソフトバンク | ◎                                                      | 145本       |
| グレッグ・ラロッカ           | 広島東洋カープ（2004年 - 2005年） ヤクルトスワローズ（2006年） オリックス・バファローズ（2007年 - 2010年） | 2007年4月5日  | ロッテ       | ▲                                                      | 116本       |
| タフィ・ローズ               | 大阪近鉄バファローズ（1996年 - 2003年） 読売ジャイアンツ（2004年 - 2005年） オリックス・バファローズ（2007年 - 2009年） | 2007年5月27日 | 巨人         | ▲                                                      | 464本       |
| アレックス・ラミレス         | ヤクルトスワローズ（2001年 - 2007年） 読売ジャイアンツ（2008年 - 2011年） 横浜DeNAベイスターズ（2012年 - 2013年） | 2008年3月28日 | ヤクルト     | ▲                                                      | 380本       |
| 新井貴浩                     | 広島東洋カープ（1999年 - 2007年） 阪神タイガース（2008年 - 2014年） 広島東洋カープ（2015年 - 2018年） | 2008年5月14日 | 広島         | ▲                                                      | 319本       |
| アレックス・カブレラ         | 西武ライオンズ（2001年 - 2007年） オリックス・バファローズ（2008年 - 2010年） 福岡ソフトバンクホークス（2011 - 2012年） | 2008年5月9日  | 西武         | ◎                                                      | 357本       |
| 谷佳知                       | オリックス・ブルーウェーブ オリックス・バファローズ（1997年 - 2006年） 読売ジャイアンツ（2007年 - 2013年） オリックス・バファローズ（2014年 - 2015年） | 2008年6月3日  | オリックス   | ◎ 日本人では初となる13球団からの達成                   | 133本       |
| タイロン・ウッズ             | 横浜ベイスターズ（2003年 - 2004年） 中日ドラゴンズ（2005年 - 2008年） | 2008年6月6日  | 日本ハム     | ▲                                                      | 240本       |
| 北川博敏                     | 阪神タイガース（1995年 - 2000年） 大阪近鉄バファローズ（2001年 - 2004年） オリックス・バファローズ（2005年 - 2012年） | 2008年6月23日 | ヤクルト     | ▲                                                      | 102本       |
| 和田一浩                     | 西武ライオンズ（1997年 - 2007年） 中日ドラゴンズ（2008年 - 2015年） | 2009年5月19日 | 西武         | ◎                                                      | 319本       |
| 多村仁志                     | 横浜ベイスターズ（1995年 - 2006年） 福岡ソフトバンクホークス（2007年 - 2012年） 横浜DeNAベイスターズ（2013年 - 2015年） 中日ドラゴンズ（2016年） | 2009年6月2日  | 横浜         | ▲                                                      | 195本       |
| 石井琢朗                     | 横浜大洋ホエールズ 横浜ベイスターズ（1989年 - 2008年） 広島東洋カープ（2009年 - 2012年） | 2009年7月4日  | 横浜         | ▲ 通算100本塁打と同時達成                              | 102本       |
| 二岡智宏                     | 読売ジャイアンツ（1999年 - 2008年） 北海道日本ハムファイターズ（2009年 - 2013年） | 2010年5月19日 | 巨人         | ▲                                                      | 173本       |
| 小笠原道大                   | 日本ハムファイターズ 北海道日本ハムファイターズ（1997年 - 2006年） 読売ジャイアンツ（2007年 - 2013年） 中日ドラゴンズ（2014年 - 2015年） | 2010年6月4日  | 日本ハム     | ◎                                                      | 378本       |
| ホセ・フェルナンデス         | 千葉ロッテマリーンズ（2003年） 西武ライオンズ（2004年 - 2005年） 東北楽天ゴールデンイーグルス（2006年 - 2008年） オリックス・バファローズ（2009年） 埼玉西武ライオンズ（2010年 - 2011年） 東北楽天ゴールデンイーグルス（2012年） オリックス・バファローズ（2013年） | 2011年5月22日 | 阪神         | ◎                                                      | 206本       |
| 内川聖一                     | 横浜ベイスターズ（2001年 - 2010年） 福岡ソフトバンクホークス（2011年 - 2020年） 東京ヤクルトスワローズ（2021年 - 2022年） | 2011年6月19日 | 横浜         | ▲                                                      | 196本       |
| 中村紀洋                     | 近鉄バファローズ 大阪近鉄バファローズ（1992年 - 2004年） オリックス・バファローズ（2006年） 中日ドラゴンズ（2007年 - 2008年） 東北楽天ゴールデンイーグルス（2009年 - 2010年） 横浜ベイスターズ 横浜DeNAベイスターズ（2011年 - 2014年）                              | 2012年5月4日  | 中日         | ▲ セ・パ交流戦とは無関係に達成                         | 404本       |
| ターメル・スレッジ           | 北海道日本ハムファイターズ（2008年 - 2009年） 横浜ベイスターズ（2010年 - 2011年） 北海道日本ハムファイターズ（2012年） | 2012年5月22日 | DeNA         |                                                        | 96本        |
| 村田修一                     | 横浜ベイスターズ（2003年 - 2011年） 読売ジャイアンツ（2012年 - 2017年） | 2012年8月4日  | DeNA         | ▲                                                      | 360本       |
| トニ・ブランコ               | 中日ドラゴンズ（2009年 - 2012年） 横浜DeNAベイスターズ（2013年 - 2014年） オリックス・バファローズ（2015年 - 2016年） | 2013年3月31日 | 中日         |                                                        | 181本       |
| 糸井嘉男                     | 北海道日本ハムファイターズ（2004年 - 2012年） オリックス・バファローズ（2013年 - 2016年） 阪神タイガース（2017年 - 2022年） | 2013年5月11日 | 日本ハム     | ▲                                                      | 171本       |
| 相川亮二                     | 横浜ベイスターズ（1995年 - 2008年） 東京ヤクルトスワローズ（2009年 - 2014年） 読売ジャイアンツ（2015年 - 2017年） | 2013年6月5日  | 楽天         | ▲                                                      | 69本        |
| 吉村裕基                     | 横浜ベイスターズ 横浜DeNAベイスターズ（2003年 - 2012年） 福岡ソフトバンクホークス（2013年 - 2018年） | 2014年5月29日 | DeNA         | ▲ 全打順本塁打も達成                                   | 131本       |
| アーロム・バルディリス       | 阪神タイガース（2008年 - 2009年） オリックス・バファローズ（2010年 - 2013年） 横浜DeNAベイスターズ（2014年 - 2015年） | 2015年5月27日 | オリックス   | [ 1 ]                                                  | 93本        |
| 大引啓次                     | オリックス・バファローズ（2007年 - 2012年） 北海道日本ハムファイターズ（2013年 - 2014年） 東京ヤクルトスワローズ（2015年 - 2019年） | 2015年9月10日 | DeNA         | 現時点で達成者の中で最少の通算本塁打数                 | 48本        |
| 中島宏之                     | 西武ライオンズ 埼玉西武ライオンズ（2001年 - 2012年） オリックス・バファローズ（2015年 - 2018年） 読売ジャイアンツ（2019年 - 2023年） 中日ドラゴンズ（2024年） | 2016年9月22日 | 西武         | ◎ 現時点で最後の13球団から達成者                       | 209本       |
| ホセ・ロペス                 | 読売ジャイアンツ（2013年 - 2014年） 横浜DeNAベイスターズ（2015年 - 2020年） | 2017年6月6日  | 楽天         |                                                        | 198本       |
| 福留孝介                     | 中日ドラゴンズ（1999年 - 2007年） 阪神タイガース（2013年 - 2020年） 中日ドラゴンズ（2021年 - 2022年） | 2018年6月14日 | 日本ハム     | ▲                                                      | 285本       |
| 丸佳浩                       | 広島東洋カープ（2008年 - 2018年） 読売ジャイアンツ（2019年 - ） | 2019年4月17日 | 広島         | [ 注 4 ]                                               | （現役）    |
| 大田泰示                     | 読売ジャイアンツ（2009年 - 2016年） 北海道日本ハムファイターズ（2017年 - 2021年） 横浜DeNAベイスターズ（2022年 - 2024年） | 2019年6月9日  | 阪神         |                                                        | 84本        |
| 浅村栄斗                     | 埼玉西武ライオンズ（2009年 - 2018年） 東北楽天ゴールデンイーグルス（2019年 - ） | 2019年6月14日 | 広島         | 全打順本塁打も達成                                     | （現役）    |
| ブランドン・レアード         | 北海道日本ハムファイターズ（2015年 - 2018年） 千葉ロッテマリーンズ（2019年 - 2022年） | 2019年6月22日 | ヤクルト     |                                                        | 213本       |
| ステフェン・ロメロ           | オリックス・バファローズ（2017年 - 2019年） 東北楽天ゴールデンイーグルス（2020年） オリックス・バファローズ（2021年） | 2020年7月22日 | オリックス   |                                                        | 96本        |
| 長野久義                     | 読売ジャイアンツ（2010年 - 2018年） 広島東洋カープ（2019年 - 2022年） 読売ジャイアンツ（2023年 - ） | 2020年9月22日 | 巨人         |                                                        | （現役）    |
| ゼラス・ウィーラー           | 東北楽天ゴールデンイーグルス（2015年 - 2020年） 読売ジャイアンツ（2020年 - 2022年） | 2021年5月25日 | 楽天         |                                                        | 135本       |
| ウラディミール・バレンティン | 東京ヤクルトスワローズ（2011年 - 2019年） 福岡ソフトバンクホークス（2020年 - 2021年） | 2021年6月13日 | ヤクルト     | NPB通算300本塁打・NPB通算1000安打と同時達成            | 301本       |
| 中田翔                       | 北海道日本ハムファイターズ（2008年 - 2021年） 読売ジャイアンツ（2021年 - 2023年） 中日ドラゴンズ（2024年 - ） | 2022年5月28日 | 日本ハム     |                                                        | （現役）    |
| 森友哉                       | 埼玉西武ライオンズ（2014年 - 2022年） オリックス・バファローズ（2023年 - ） | 2023年6月17日 | ヤクルト     | [ 2 ]                                                  | （現役）    |
| 山川穂高                     | 埼玉西武ライオンズ（2014年 - 2023年） 福岡ソフトバンクホークス（2024年 - ） | 2024年4月13日 | 西武         | 12球団本拠地全球場本塁打も達成。                       | （現役）    |
| 近藤健介                     | 北海道日本ハムファイターズ（2012年 - 2022年） 福岡ソフトバンクホークス（2023年 - ） | 2024年6月15日 | 阪神         |                                                        | （現役）    |
| 鈴木大地                     | 千葉ロッテマリーンズ（2012年 - 2019年） 東北楽天ゴールデンイーグルス（2020年 - ） | 2024年6月16日 | 広島         |                                                        | （現役）    |
| 阿部寿樹                     | 中日ドラゴンズ（2016年 - 2022年） 東北楽天ゴールデンイーグルス（2023年 - ） | 2024年8月4日  | 西武         |                                                        | （現役）    |
| ダヤン・ビシエド             | 中日ドラゴンズ（2016年 - 2024年） 横浜DeNAベイスターズ（2025年 - ） | 2025年8月17日 | 中日         |                                                        | （現役）    |

### あと1球団で達成する選手
NPB所属の現役選手のみ。現所属球団からのホームランでの達成は除く。
- 炭谷銀仁朗（埼玉西武ライオンズ） - 巨人
- 秋山翔吾（広島東洋カープ） - 西武
- 岡大海（千葉ロッテマリーンズ） - DeNA
- ネフタリ・ソト（千葉ロッテマリーンズ） - DeNA
- 西川龍馬（オリックス・バファローズ）- 広島
- 宇佐見真吾（中日ドラゴンズ）-日本ハム
- 上林誠知（中日ドラゴンズ）-ソフトバンク

## メジャーリーグベースボール
アリゾナ・ダイヤモンドバックスとタンパベイ・デビルレイズがMLBに加わった1998年以降、全30球団から本塁打を記録すると達成できる。日本プロ野球に比べて移籍の頻度が多いものの、球団数が多く達成のハードルは高い。NPBの交流戦にあたるインターリーグは1997年より同地区同士で行われ、2001年より他地区所属チームとも対戦カードが組まれるようになった。2023年以降は各チームが同一シーズン中に全球団と対戦する日程が組まれるようになり、達成者が増加している。2024年8月17日現在までに以下の81人が達成している。

### 達成者
- 選手名の太字表記は2024年8月現在のMLB在籍選手。所属球団はMLB在籍球団のみ記す。球団名の太字表記は全球団から本塁打達成時の所属球団。

| 選手                         | 所属 球団 | 達成日        | 対戦 相手            | 備考                                     | 通算 本塁打 |
| ---------------------------- | --- | ------------- | -------------------- | ---------------------------------------- | ----------- |
| グレナレン・ヒル             | トロント・ブルージェイズ（1989 - 1991） クリーブランド・インディアンス（1991 - 1993） シカゴ・カブス（1993 - 1994） サンフランシスコ・ジャイアンツ（1995 - 19971） シアトル・マリナーズ（1998） シカゴ・カブス（1998 - 2000） ニューヨーク・ヤンキース（2000） アナハイム・エンゼルス（2001） | 2000年4月29日 | ダイヤモンドバックス | MLB初の全30球団本塁打達成。              | 186本       |
| エリス・バークス             | ボストン・レッドソックス（1987 - 1992） シカゴ・ホワイトソックス（1993） コロラド・ロッキーズ（1994 - 1998） サンフランシスコ・ジャイアンツ（1998 - 2000） クリーブランド・インディアンス（2001 - 2003） ボストン・レッドソックス（2004） | 2001年5月4日  | デビルレイズ         |                                          | 352本       |
| エリック・デービス           | シンシナティ・レッズ（1984 - 1991） ロサンゼルス・ドジャース（1992 - 1993） デトロイト・タイガース（1993 - 1994） シンシナティ・レッズ（1996） ボルチモア・オリオールズ（1997 - 1998） セントルイス・カージナルス（1999 - 2000） サンフランシスコ・ジャイアンツ（2001） | 2001年8月14日 | マーリンズ           |                                          | 282本       |
| リッチー・セクソン           | クリーブランド・インディアンス（1997 - 2000） ミルウォーキー・ブルワーズ（2000 - 2003） アリゾナ・ダイヤモンドバックス（2004） シアトル・マリナーズ（2005 - 2008） ニューヨーク・ヤンキース（2008） | 2002年5月3日  | マーリンズ           |                                          | 306本       |
| ラファエル・パルメイロ       | シカゴ・カブス（1986 - 1988） テキサス・レンジャーズ（1989 - 1993） ボルチモア・オリオールズ（1994 - 1998） テキサス・レンジャーズ（1999 - 2003） ボルチモア・オリオールズ（2004 - 2005） | 2002年6月18日 | カブス               | キューバ出身選手として初達成。           | 569本       |
| ブレット・ブーン             | シアトル・マリナーズ（1992 - 1993） シンシナティ・レッズ（1994 - 1998） アトランタ・ブレーブス（1999） サンディエゴ・パドレス（2000） シアトル・マリナーズ（2001 - 2005） ミネソタ・ツインズ（2005） | 2003年4月29日 | ヤンキース           |                                          | 252本       |
| ゲイリー・シェフィールド     | ミルウォーキー・ブルワーズ（1988 - 1991） サンディエゴ・パドレス（1992 - 1993） フロリダ・マーリンズ（1993 - 1998） ロサンゼルス・ドジャース（1998 - 2001） アトランタ・ブレーブス（2002 - 2003） ニューヨーク・ヤンキース（2004 - 2006） デトロイト・タイガース（2007 - 2008） ニューヨーク・メッツ（2009） | 2003年6月27日 | デビルレイズ         |                                          | 509本       |
| ホセ・ギーエン               | ピッツバーグ・パイレーツ（1997 - 1999） タンパベイ・デビルレイズ（1999 - 2001） アリゾナ・ダイヤモンドバックス（2002） シンシナティ・レッズ（2002 - 2003） オークランド・アスレチックス（2003） アナハイム・エンゼルス（2004） ワシントン・ナショナルズ（2005 - 2006） シアトル・マリナーズ（2007） カンザスシティ・ロイヤルズ（2008 - 2010） サンフランシスコ・ジャイアンツ（2010） | 2003年8月16日 | ブルージェイズ       | ドミニカ共和国出身選手として初達成。     | 214本       |
| チャールズ・ジョンソン       | フロリダ・マーリンズ（1994 - 1998） ロサンゼルス・ドジャース（1998） ボルチモア・オリオールズ（1999 - 2000） シカゴ・ホワイトソックス（2000） フロリダ・マーリンズ（2001 - 2002） コロラド・ロッキーズ（2003 - 2004） タンパベイ・デビルレイズ（2005） | 2004年4月27日 | マーリンズ           |                                          | 167本       |
| ブライアン・ジャイルズ       | クリーブランド・インディアンス（1995 - 1998） ピッツバーグ・パイレーツ（1999 - 2003） サンディエゴ・パドレス（2003 - 2009） | 2004年5月20日 | パイレーツ           |                                          | 287本       |
| トニー・バティスタ           | オークランド・アスレチックス（1996 - 1997） アリゾナ・ダイヤモンドバックス（1998 - 1999） トロント・ブルージェイズ（1999 - 2001） ボルチモア・オリオールズ（2001 - 2003） モントリオール・エクスポズ（2004） ミネソタ・ツインズ（2006） ワシントン・ナショナルズ（2007） | 2004年7月25日 | マーリンズ           |                                          | 221本       |
| ショーン・グリーン           | トロント・ブルージェイズ（1993 - 1999） ロサンゼルス・ドジャース（2000 - 2004） アリゾナ・ダイヤモンドバックス（2005 - 2006） ニューヨーク・メッツ（2006 - 2007） | 2005年4月9日  | ドジャース           |                                          | 328本       |
| ラウル・モンデシー           | ロサンゼルス・ドジャース（1993 - 1999） トロント・ブルージェイズ（2000 - 2002） ニューヨーク・ヤンキース（2002 - 2003） アリゾナ・ダイヤモンドバックス（2003） ピッツバーグ・パイレーツ（2004） アナハイム・エンゼルス（2004） アトランタ・ブレーブス（2005） | 2005年5月14日 | ドジャース           |                                          | 271本       |
| ドミトリー・ヤング           | セントルイス・カージナルス（1996 - 1997） シンシナティ・レッズ（1998 - 2001） デトロイト・タイガース（2002 - 2006） ワシントン・ナショナルズ（2007 - 2008） | 2005年8月10日 | ブルージェイズ       |                                          | 171本       |
| トニー・クラーク             | デトロイト・タイガース（1995 - 2001） ボストン・レッドソックス（2002） ニューヨーク・メッツ（2003） ニューヨーク・ヤンキース（2004） アリゾナ・ダイヤモンドバックス（2005 - 2007） サンディエゴ・パドレス（2008） アリゾナ・ダイヤモンドバックス（2008 - 2009） | 2005年9月4日  | ジャイアンツ         |                                          | 251本       |
| フィル・ネビン               | ヒューストン・アストロズ（1995） デトロイト・タイガース（1995 - 1997） アナハイム・エンゼルス（1998） サンディエゴ・パドレス（1999 - 2005） テキサス・レンジャーズ（2005 - 2006） シカゴ・カブス（2006） ミネソタ・ツインズ（2006） | 2006年6月18日 | タイガース           |                                          | 208本       |
| マイク・キャメロン           | シカゴ・ホワイトソックス（1995 - 1998） シンシナティ・レッズ（1999） シアトル・マリナーズ（2000 - 2003） ニューヨーク・メッツ（2004 - 2005） サンディエゴ・パドレス（2006 - 2007） ミルウォーキー・ブルワーズ（2008 - 2009） ボストン・レッドソックス（2010 - 2011） フロリダ・マーリンズ（2011） | 2006年6月23日 | マリナーズ           |                                          | 278本       |
| カール・エバレット           | フロリダ・マーリンズ（1993 - 1994） ニューヨーク・メッツ（1995 - 1997） ヒューストン・アストロズ（1998 - 1999） ボストン・レッドソックス（2000 - 2001） テキサス・レンジャーズ（2002 - 2003） シカゴ・ホワイトソックス（2003） モントリオール・エクスポズ（2004） シカゴ・ホワイトソックス（2004 - 2005） シアトル・マリナーズ（2006） | 2006年7月1日  | ロッキーズ           |                                          | 202本       |
| ロンデル・ホワイト           | モントリオール・エクスポズ（1993 - 2000） シカゴ・カブス（2000 - 2001） ニューヨーク・ヤンキース（2002） サンディエゴ・パドレス（2003） カンザスシティ・ロイヤルズ（2003） デトロイト・タイガース（2004 - 2005） ミネソタ・ツインズ（2006 - 2007） | 2006年7月19日 | デビルレイズ         |                                          | 198本       |
| アルフォンソ・ソリアーノ     | ニューヨーク・ヤンキース（1999 - 2003） テキサス・レンジャーズ（2004 - 2005） ワシントン・ナショナルズ（2006） シカゴ・カブス（2007 - 2013） ニューヨーク・ヤンキース（2013 - 2014） | 2006年9月2日  | ダイヤモンドバックス |                                          | 412本       |
| デビッド・ベル               | クリーブランド・インディアンス（1995） セントルイス・カージナルス（1995 - 1998） クリーブランド・インディアンス（1998） シアトル・マリナーズ（1998 - 2001） サンフランシスコ・ジャイアンツ（2002） フィラデルフィア・フィリーズ（2003 - 2006） ミルウォーキー・ブルワーズ（2006） | 2006年9月9日  | アストロズ           |                                          | 123本       |
| ラッセル・ブラニアン         | クリーブランド・インディアンス（1998 - 2002） シンシナティ・レッズ（2002 - 2003） ミルウォーキー・ブルワーズ（2004 - 2005） タンパベイ・デビルレイズ（2006） サンディエゴ・パドレス（2006 - 2007） フィラデルフィア・フィリーズ（2007） セントルイス・カージナルス（2007） ミルウォーキー・ブルワーズ（2008） シアトル・マリナーズ（2009） クリーブランド・インディアンス（2010） シアトル・マリナーズ（2010） アリゾナ・ダイヤモンドバックス（2011） ロサンゼルス・エンゼルス・オブ・アナハイム（2011） | 2006年9月17日 | ドジャース           |                                          | 194本       |
| エイドリアン・ベルトレ       | ロサンゼルス・ドジャース（1998 - 2004） シアトル・マリナーズ（2005 - 2009） ボストン・レッドソックス（2010） テキサス・レンジャーズ（2011 - 2018） | 2006年9月21日 | ホワイトソックス     |                                          | 477本       |
| マイク・ピアッツァ           | ロサンゼルス・ドジャース（1992 - 1998） フロリダ・マーリンズ（1998） ニューヨーク・メッツ（1998 - 2005） サンディエゴ・パドレス（2006） オークランド・アスレチックス（2007） | 2007年4月5日  | エンゼルス           |                                          | 427本       |
| サミー・ソーサ               | テキサス・レンジャーズ（1989） シカゴ・ホワイトソックス（1989 - 1991） シカゴ・カブス（1992 - 2004） ボルチモア・オリオールズ（2005） テキサス・レンジャーズ（2007） | 2007年6月20日 | カブス               |                                          | 609本       |
| ジェフ・ケント               | トロント・ブルージェイズ（1992） ニューヨーク・メッツ（1992 - 1996） クリーブランド・インディアンス（1996） サンフランシスコ・ジャイアンツ（1997 - 2002） ヒューストン・アストロズ（2003 - 2004） ロサンゼルス・ドジャース（2005 - 2008） | 2007年6月21日 | ブルージェイズ       |                                          | 377本       |
| トロイ・グロース             | アナハイム・エンゼルス（1998 - 2004） アリゾナ・ダイヤモンドバックス（2005） トロント・ブルージェイズ（2006 - 2007） セントルイス・カージナルス（2008 - 2009） アトランタ・ブレーブス（2010） | 2008年7月2日  | メッツ               |                                          | 320本       |
| ジム・エドモンズ             | カリフォルニア・エンゼルス アナハイム・エンゼルス（1993 - 1999） セントルイス・カージナルス（2000 - 2007） サンディエゴ・パドレス（2008） シカゴ・カブス（2008） ミルウォーキー・ブルワーズ（2010） シンシナティ・レッズ（2010） | 2008年8月8日  | カージナルス         |                                          | 393本       |
| マニー・ラミレス             | クリーブランド・インディアンス（1993 - 2000） ボストン・レッドソックス（2001 - 2008） ロサンゼルス・ドジャース（2008 - 2010） シカゴ・ホワイトソックス（2010） タンパベイ・レイズ（2011） | 2009年4月18日 | ロッキーズ           |                                          | 555本       |
| J.D.ドリュー                 | セントルイス・カージナルス（1998 - 2003） アトランタ・ブレーブス（2004） ロサンゼルス・ドジャース（2005 - 2006） ボストン・レッドソックス（2007 - 2011） | 2009年8月14日 | レンジャーズ         | 弟のスティーブン・ドリューと兄弟で達成。 | 242本       |
| ラウル・イバニェス           | シアトル・マリナーズ（1996 - 2000） カンザスシティ・ロイヤルズ（2001 - 2003） シアトル・マリナーズ（2004 - 2008） フィラデルフィア・フィリーズ（2009 - 2011） ニューヨーク・ヤンキース（2012） シアトル・マリナーズ（2013） ロサンゼルス・エンゼルス・オブ・アナハイム（2014） カンザスシティ・ロイヤルズ（2014） | 2010年5月14日 | ブルワーズ           |                                          | 305本       |
| ブラディミール・ゲレーロ     | モントリオール・エクスポズ（1996 - 2003） アナハイム・エンゼルス ロサンゼルス・エンゼルス・オブ・アナハイム（2004 - 2009） テキサス・レンジャーズ（2010） ボルチモア・オリオールズ（2011） | 2010年5月18日 | エンゼルス           |                                          | 449本       |
| ジム・トーミ                 | クリーブランド・インディアンス（1991 - 2002） フィラデルフィア・フィリーズ（2003 - 2005） シカゴ・ホワイトソックス（2006 - 2009） ロサンゼルス・ドジャース（2009） ミネソタ・ツインズ（2010 - 2011） クリーブランド・インディアンス（2011） フィラデルフィア・フィリーズ（2012） ボルチモア・オリオールズ（2012） | 2010年6月19日 | フィリーズ           |                                          | 612本       |
| オーランド・ハドソン         | トロント・ブルージェイズ（2002 - 2005） アリゾナ・ダイヤモンドバックス（2006 - 2008） ロサンゼルス・ドジャース（2009） ミネソタ・ツインズ（2010） サンディエゴ・パドレス（2011 - 2012） シカゴ・ホワイトソックス（2012） | 2010年7月7日  | ブルージェイズ       | 現時点で達成者の中で最少の通算本塁打数   | 93本        |
| ロッド・バラハス             | アリゾナ・ダイヤモンドバックス（1999 - 2003） テキサス・レンジャーズ（2004 - 2006） フィラデルフィア・フィリーズ（2007） トロント・ブルージェイズ（2008 - 2009） ニューヨーク・メッツ（2010） ロサンゼルス・ドジャース（2010 - 2011） ピッツバーグ・パイレーツ（2012） | 2010年8月24日 | ブルワーズ           |                                          | 136本       |
| カルロス・ベルトラン         | カンザスシティ・ロイヤルズ（1998 - 2004） ヒューストン・アストロズ（2004） ニューヨーク・メッツ（2005 - 2011） サンフランシスコ・ジャイアンツ（2011） セントルイス・カージナルス（2012 - 2013） ニューヨーク・ヤンキース（2014 - 2016） テキサス・レンジャーズ（2016） ヒューストン・アストロズ（2017） | 2012年6月24日 | ロイヤルズ           | プエルトリコ出身選手初の達成。           | 435本       |
| ジョシュ・ウィリンガム       | フロリダ・マーリンズ（2004 - 2008） ワシントン・ナショナルズ（2009 - 2010） オークランド・アスレチックス（2011） ミネソタ・ツインズ（2012 - 2014） カンザスシティ・ロイヤルズ（2014） | 2012年7月27日 | インディアンス       |                                          | 195本       |
| ライル・オーバーベイ         | アリゾナ・ダイヤモンドバックス（2001 - 2003） ミルウォーキー・ブルワーズ（2004 - 2005） トロント・ブルージェイズ（2006 - 2010） ピッツバーグ・パイレーツ（2011） アリゾナ・ダイヤモンドバックス（2011 - 2012） アトランタ・ブレーブス（2012） ニューヨーク・ヤンキース（2013） ミルウォーキー・ブルワーズ（2014） | 2013年4月19日 | ブルージェイズ       |                                          | 151本       |
| ジェイソン・ジアンビ         | オークランド・アスレチックス（1995 - 2001） ニューヨーク・ヤンキース（2002 - 2008） オークランド・アスレチックス（2009） コロラド・ロッキーズ（2009 - 2012） クリーブランド・インディアンス（2013 - 2014） | 2013年4月20日 | アストロズ           |                                          | 440本       |
| エイドリアン・ゴンザレス     | テキサス・レンジャーズ（2004 - 2005） サンディエゴ・パドレス（2006 - 2010） ボストン・レッドソックス（2011 - 2012） ロサンゼルス・ドジャース（2012 - 2017） ニューヨーク・メッツ（2018） | 2013年8月25日 | レッドソックス       |                                          | 317本       |
| スティーブン・ドリュー       | アリゾナ・ダイヤモンドバックス（2006 - 2012） オークランド・アスレチックス（2012） ボストン・レッドソックス（2013 - 2014） ニューヨーク・ヤンキース（2014 - 2015） ワシントン・ナショナルズ（2016 - 2017） | 2014年8月25日 | ロイヤルズ           | 兄のJ.D.ドリューと兄弟で達成。           | 123本       |
| ホセ・バティスタ             | ボルチモア・オリオールズ（2004） タンパベイ・デビルレイズ（2004） カンザスシティ・ロイヤルズ（2004） ピッツバーグ・パイレーツ（2004 - 2008） トロント・ブルージェイズ（2008 - 2017） アトランタ・ブレーブス（2018） ニューヨーク・メッツ（2018） フィラデルフィア・フィリーズ（2018） | 2014年9月8日  | カブス               |                                          | 344本       |
| ジョニー・ゴームズ           | タンパベイ・デビルレイズ タンパベイ・レイズ（2003 - 2008） シンシナティ・レッズ（2009 - 2011） ワシントン・ナショナルズ（2011） オークランド・アスレチックス（2012） ボストン・レッドソックス（2013 - 2014） オークランド・アスレチックス（2014） アトランタ・ブレーブス（2015） カンザスシティ・ロイヤルズ（2015） | 2015年5月3日  | レッズ               |                                          | 162本       |
| ラッセル・マーティン         | ロサンゼルス・ドジャース（2006 - 2010） ニューヨーク・ヤンキース（2011 - 2012） ピッツバーグ・パイレーツ（2013 - 2014） トロント・ブルージェイズ（2015 - 2018） ロサンゼルス・ドジャース（2019） | 2015年5月5日  | ヤンキース           | カナダ出身選手初の達成。                 | 191本       |
| ブライアン・マッキャン       | アトランタ・ブレーブス（2005 - 2013） ニューヨーク・ヤンキース（2014 - 2016） ヒューストン・アストロズ（2017 - 2018） アトランタ・ブレーブス（2019） | 2015年8月28日 | ブレーブス           |                                          | 282本       |
| ブランドン・モス             | ボストン・レッドソックス（2007 - 2008） ピッツバーグ・パイレーツ（2008 - 2010） フィラデルフィア・フィリーズ（2011） オークランド・アスレチックス（2012 - 2014） クリーブランド・インディアンス（2015） セントルイス・カージナルス（2015 - 2016） カンザスシティ・ロイヤルズ（2017） | 2016年4月10日 | ブレーブス           |                                          | 160本       |
| アルバート・プホルス         | セントルイス・カージナルス（2001 - 2011） ロサンゼルス・エンゼルス・オブ・アナハイム ロサンゼルス・エンゼルス（2012 - 2021） ロサンゼルス・ドジャース（2021） セントルイス・カージナルス（2022） | 2016年5月12日 | カージナルス         |                                          | 703本       |
| フアン・ウリーベ             | コロラド・ロッキーズ（2001 - 2003） シカゴ・ホワイトソックス（2004 - 2008） サンフランシスコ・ジャイアンツ（2009 - 2010） ロサンゼルス・ドジャース（2011 - 2015） アトランタ・ブレーブス（2015） ニューヨーク・メッツ（2015） クリーブランド・インディアンス（2016） | 2016年5月23日 | ホワイトソックス     |                                          | 199本       |
| カーティス・グランダーソン   | デトロイト・タイガース（2004 - 2009） ニューヨーク・ヤンキース（2010 - 2013） ニューヨーク・メッツ（2014 - 2017） ロサンゼルス・ドジャース（2017） トロント・ブルージェイズ（2018） ミルウォーキー・ブルワーズ（2018） マイアミ・マーリンズ（2019） | 2016年6月7日  | パイレーツ           |                                          | 344本       |
| ミゲル・カブレラ             | フロリダ・マーリンズ（2003 - 2007） デトロイト・タイガース（2008 - 2023） | 2016年6月28日 | マーリンズ           | ベネズエラ出身選手初の達成。             | 511本       |
| トロイ・トゥロウィツキー     | コロラド・ロッキーズ（2006 - 2015） トロント・ブルージェイズ（2015 - 2017） ニューヨーク・ヤンキース（2019） | 2016年7月2日  | インディアンス       |                                          | 225本       |
| ジャスティン・モルノー       | ミネソタ・ツインズ（2003 - 2013） ピッツバーグ・パイレーツ（2013） コロラド・ロッキーズ（2014 - 2015） シカゴ・ホワイトソックス（2016） | 2016年7月30日 | ツインズ             |                                          | 247本       |
| ケリー・ジョンソン           | アトランタ・ブレーブス（2005, 2007 - 2009） アリゾナ・ダイヤモンドバックス（2010 - 2011） トロント・ブルージェイズ（2011 - 2012） タンパベイ・レイズ（2013） ニューヨーク・ヤンキース（2014） ボストン・レッドソックス（2014） ボルチモア・オリオールズ（2014） アトランタ・ブレーブス（2015） ニューヨーク・メッツ（2015） アトランタ・ブレーブス（2016） ニューヨーク・メッツ（2016） | 2016年8月5日  | タイガース           |                                          | 155本       |
| マーク・レイノルズ           | アリゾナ・ダイヤモンドバックス（2007 - 2010） ボルチモア・オリオールズ（2011 - 2012） クリーブランド・インディアンス（2013） ニューヨーク・ヤンキース（2013） ミルウォーキー・ブルワーズ（2014） セントルイス・カージナルス（2015） コロラド・ロッキーズ（2016 - 2017） ワシントン・ナショナルズ（2018） コロラド・ロッキーズ（2019） | 2017年6月6日  | インディアンス       |                                          | 298本       |
| エドウィン・エンカーナシオン | シンシナティ・レッズ（2005 - 2009） トロント・ブルージェイズ（2009 - 2016） クリーブランド・インディアンス（2017 - 2018） シアトル・マリナーズ（2019） ニューヨーク・ヤンキース（2019） シカゴ・ホワイトソックス（2020） | 2017年7月21日 | ブルージェイズ       |                                          | 424本       |
| ジャスティン・アップトン     | アリゾナ・ダイヤモンドバックス（2007 - 2012） アトランタ・ブレーブス（2013 - 2014） サンディエゴ・パドレス（2015） デトロイト・タイガース（2016 - 2017） ロサンゼルス・エンゼルス（2017 - 2021） シアトル・マリナーズ（2022） | 2017年8月3日  | オリオールズ         |                                          | 325本       |
| J.D.マルティネス             | ヒューストン・アストロズ（2011 - 2013） デトロイト・タイガース（2014 - 2017） アリゾナ・ダイヤモンドバックス（2017） ボストン・レッドソックス（2018 - 2022） ロサンゼルス・ドジャース（2023） ニューヨーク・メッツ（2024 - ） | 2017年8月22日 | メッツ               |                                          | （現役）    |
| ジェイ・ブルース             | シンシナティ・レッズ（2008 - 2016） ニューヨーク・メッツ（2016 - 2017） クリーブランド・インディアンス（2017） ニューヨーク・メッツ（2018） シアトル・マリナーズ（2019） フィラデルフィア・フィリーズ（2019 - 2020） ニューヨーク・ヤンキース（2021） | 2018年5月7日  | レッズ               |                                          | 319本       |
| 秋信守                       | シアトル・マリナーズ（2005 - 2006） クリーブランド・インディアンス（2006 - 2012） シンシナティ・レッズ（2013） テキサス・レンジャーズ（2014 - 2020） | 2019年5月1日  | パイレーツ           | アジア出身・韓国出身選手初の達成。       | 218本       |
| クリス・アイアネッタ         | コロラド・ロッキーズ（2006 - 2011） ロサンゼルス・エンゼルス・オブ・アナハイム（2012 - 2015） シアトル・マリナーズ（2016） アリゾナ・ダイヤモンドバックス（2017） コロラド・ロッキーズ（2018 - 2019） | 2019年5月25日 | オリオールズ         |                                          | 141本       |
| ジョシュ・ドナルドソン       | オークランド・アスレチックス（2010, 2012 - 2014） トロント・ブルージェイズ（2015 - 2018） クリーブランド・インディアンス（2018） アトランタ・ブレーブス（2019） ミネソタ・ツインズ（2020 - 2021） ニューヨーク・ヤンキース（2022 - 2023） ミルウォーキー・ブルワーズ（2023） | 2019年8月17日 | ドジャース           |                                          | 279本       |
| デクスター・ファウラー       | コロラド・ロッキーズ（2008 - 2013） ヒューストン・アストロズ（2014） シカゴ・カブス（2015 - 2016） セントルイス・カージナルス（2017 - 2020） ロサンゼルス・エンゼルス（2021） | 2020年8月28日 | インディアンス       |                                          | 127本       |
| マニー・マチャド             | ボルチモア・オリオールズ（2012 - 2018） ロサンゼルス・ドジャース（2018） サンディエゴ・パドレス（2019 - ） | 2021年7月25日 | マーリンズ           |                                          | （現役）    |
| エディ・ロザリオ             | ミネソタ・ツインズ（2015 - 2020） クリーブランド・インディアンス（2021） アトランタ・ブレーブス（2021 - 2023） ワシントン・ナショナルズ（2024） アトランタ・ブレーブス（2024 - ） | 2021年9月19日 | ジャイアンツ         | サイクル安打も同日に達成。               | （現役）    |
| トミー・ファム               | セントルイス・カージナルス（2014 - 2018） タンパベイ・レイズ（2018 - 2019） サンディエゴ・パドレス（2020 - 2021） シンシナティ・レッズ（2022） ボストン・レッドソックス（2022） ニューヨーク・メッツ（2023） アリゾナ・ダイヤモンドバックス（2023） シカゴ・ホワイトソックス（2024） セントルイス・カージナルス（2024 - ） | 2022年8月7日  | ロイヤルズ           |                                          | （現役）    |
| ランドル・グリチャック       | セントルイス・カージナルス（2014 - 2017） トロント・ブルージェイズ（2018 - 2021） コロラド・ロッキーズ（2022 - 2023） ロサンゼルス・エンゼルス（2023） アリゾナ・ダイヤモンドバックス（2024 - ） | 2022年8月9日  | カージナルス         |                                          | （現役）    |
| ホルヘ・ソレア               | シカゴ・カブス（2014 - 2016） カンザスシティ・ロイヤルズ（2017 - 2021） アトランタ・ブレーブス（2021） マイアミ・マーリンズ（2022 - 2023） サンフランシスコ・ジャイアンツ（2024） アトランタ・ブレーブス（2024 - ） | 2023年3月31日 | メッツ               | キューバ出身選手初の達成。               | （現役）    |
| アンドリュー・マカッチェン   | ピッツバーグ・パイレーツ（2009 - 2017） サンフランシスコ・ジャイアンツ（2018） ニューヨーク・ヤンキース（2018） フィラデルフィア・フィリーズ（2019 - 2021） ミルウォーキー・ブルワーズ（2022） ピッツバーグ・パイレーツ（2023 - ） | 2023年4月8日  | ホワイトソックス     |                                          | （現役）    |
| マーティン・マルドナード     | ミルウォーキー・ブルワーズ（2011 - 2016） ロサンゼルス・エンゼルス（2017 - 2018） ヒューストン・アストロズ（2018） カンザスシティ・ロイヤルズ（2019） シカゴ・カブス（2019） ヒューストン・アストロズ（2019 - 2023） シカゴ・ホワイトソックス（2024 - ） | 2023年5月22日 | ブルワーズ           |                                          | （現役）    |
| エバン・ロンゴリア           | タンパベイ・レイズ（2008 - 2017） サンフランシスコ・ジャイアンツ（2018 - 2022） アリゾナ・ダイヤモンドバックス（2023） | 2023年6月27日 | レイズ               |                                          | 342本       |
| ハンター・レンフロー         | サンディエゴ・パドレス（2016 - 2019） タンパベイ・レイズ（2020） ボストン・レッドソックス（2021） ミルウォーキー・ブルワーズ（2022） ロサンゼルス・エンゼルス（2023） シンシナティ・レッズ（2023） カンザスシティ・ロイヤルズ（2024 - ） | 2023年7月4日  | パドレス             |                                          | （現役）    |
| ニック・カステヤノス         | デトロイト・タイガース（2013 - 2019） シカゴ・カブス（2019） シンシナティ・レッズ（2020 - 2021） フィラデルフィア・フィリーズ（2022 - ） | 2023年7月5日  | レイズ               |                                          | （現役）    |
| マット・オルソン             | オークランド・アスレチックス（2016 - 2021） アトランタ・ブレーブス（2022 - ） | 2023年8月5日  | カブス               |                                          | （現役）    |
| カイル・シュワーバー         | シカゴ・カブス（2015 - 2020） ワシントン・ナショナルズ（2021） ボストン・レッドソックス（2021） フィラデルフィア・フィリーズ（2022 - ） | 2023年8月6日  | ロイヤルズ           |                                          | （現役）    |
| カルロス・サンタナ           | クリーブランド・インディアンス（2010 - 2017） フィラデルフィア・フィリーズ（2018） クリーブランド・インディアンス（2019 - 2020） カンザスシティ・ロイヤルズ（2021 - 2022） シアトル・マリナーズ（2022） ピッツバーグ・パイレーツ（2023） ミルウォーキー・ブルワーズ（2023） ミネソタ・ツインズ（2024 - ） | 2023年8月15日 | ドジャース           |                                          | （現役）    |
| ムーキー・ベッツ             | ボストン・レッドソックス（2014 - 2019） ロサンゼルス・ドジャース（2020 - ） | 2023年8月27日 | レッドソックス       |                                          | （現役）    |
| マーセル・オズナ             | マイアミ・マーリンズ（2013 - 2017） セントルイス・カージナルス（2018 - 2019） アトランタ・ブレーブス（2020 - ） | 2024年4月2日  | ホワイトソックス     | ナ・リーグ所属のみで達成。               | （現役）    |
| ジャンカルロ・スタントン     | フロリダ・マーリンズ マイアミ・マーリンズ（2010 - 2017） ニューヨーク・ヤンキース（2018 - ） | 2024年4月10日 | マーリンズ           |                                          | （現役）    |
| ブライス・ハーパー           | ワシントン・ナショナルズ（2012 - 2018） フィラデルフィア・フィリーズ（2019 - ） | 2024年7月13日 | アスレチックス       | ナ・リーグ東地区所属のみで達成。         | （現役）    |
| フアン・ソト                 | ワシントン・ナショナルズ（2018 - 2022） サンディエゴ・パドレス（2022 - 2023） ニューヨーク・ヤンキース（2024） ニューヨーク・メッツ（2025 ｰ ） | 2024年8月11日 | レンジャーズ         |                                          | （現役）    |
| 大谷翔平                     | ロサンゼルス・エンゼルス（2018 - 2023） ロサンゼルス・ドジャース（2024 - ） | 2024年8月17日 | カージナルス         | 日本出身選手初の達成。                   | （現役）    |

## 韓国プロ野球
全10球団から本塁打を記録すると達成できる。解散した3球団を含めることもある。韓国プロ野球は単一のKBOリーグのみであるため、日本より達成は容易である。

## 台湾プロ野球
全5球団から本塁打を記録すると達成できる。解散した4球団を含めることもある。